# Derthona Foot Ball Club 1983-1984
Questa pagina raccoglie le informazioni riguardanti il Derthona Foot Ball Club nelle competizioni ufficiali della stagione 1983-1984.

## Stagione
Nella stagione 1983-1984 il Derthona ha disputato il girone A del campionato di Serie C2, piazzandosi in ottava posizione in classifica con 31 punti. Il torneo è stato vinto con 50 punti dal Livorno che è salito in Serie C1 con l'Asti T.S.C. che con 46 punti che ha colto il secondo posto.

## Rosa
| N. |                   | Ruolo | Calciatore         |
| -- | ----------------- | ----- | ------------------ |
|    | Italia (bandiera) | D     | Lorenzo Balestro   |
|    | Italia (bandiera) | D     | Valeriano Bisi     |
|    | Italia (bandiera) | C     | Federico Boveri    |
|    | Italia (bandiera) | C     | Eliseo Croci       |
|    | Italia (bandiera) | P     | Umberto Domenghini |
|    | Italia (bandiera) | D     | Maurizio Gabbana   |
|    | Italia (bandiera) | D     | Claudio Gabetta    |
|    | Italia (bandiera) | A     | Marco Grossi       |
|    | Italia (bandiera) | D     | Maurizio Londi     |
|    | Italia (bandiera) | A     | Virginio Molteni   |

| N. |                   | Ruolo | Calciatore              |
| -- | ----------------- | ----- | ----------------------- |
|    | Italia (bandiera) | C     | Franco Monti            |
|    | Italia (bandiera) | C     | Cristiano Patta         |
|    | Italia (bandiera) | P     | Gianbattista Piacentini |
|    | Italia (bandiera) | D     | Mauro Porta             |
|    | Italia (bandiera) | C     | Corrado Ravazzolo       |
|    | Italia (bandiera) | C     | Sergio Riccardino       |
|    | Italia (bandiera) | D     | Gianpietro Torri        |
|    | Italia (bandiera) | D     | Giampiero Tosini        |
|    | Italia (bandiera) | A     | Silvano Villa           |

## Risultati

### Campionato

#### Girone di andata
| 19 settembre 1983 1ª giornata | Lucchese | 1 – 0 | Derthona |  |

| 26 settembre 1983 2ª giornata | Derthona | 1 – 0 | Imperia |  |

| 2 ottobre 1983 3ª giornata | Asti TSC | 1 – 0 | Derthona |  |

| 9 ottobre 1983 4ª giornata | Derthona | 1 – 1 | Olbia |  |

| 16 ottobre 1983 5ª giornata | Massese | 0 – 1 | Derthona |  |

| 23 ottobre 1983 6ª giornata | Derthona | 0 – 0 | Casale |  |

| 30 ottobre 1983 7ª giornata | Derthona | 3 – 0 | Civitavecchia |  |

| 6 novembre 1983 8ª giornata | Pontedera | 1 – 1 | Derthona |  |

| 13 novembre 1983 9ª giornata | Derthona | 5 – 0 | Sant'Elena |  |

| 20 novembre 1983 10ª giornata | Vogherese | 1 – 1 | Derthona |  |

| 27 novembre 1983 11ª giornata | Derthona | 0 – 1 | Alessandria |  |

| 4 dicembre 1983 12ª giornata | Cerretese | 0 – 0 | Derthona |  |

| 11 dicembre 1983 13ª giornata | Derthona | 2 – 0 | Torres |  |

| 18 dicembre 1983 14ª giornata | Savona | 0 – 0 | Derthona |  |

| 8 gennaio 1984 15ª giornata | Carbonia | 3 – 2 | Derthona |  |

| 15 gennaio 1984 16ª giornata | Derthona | 2 – 1 | Spezia |  |

| 22 gennaio 1984 17ª giornata | Livorno | 0 – 0 | Derthona |  |

#### Girone di ritorno
| 29 gennaio 1984 18ª giornata | Derthona | 0 – 0 | Lucchese |  |

| 5 febbraio 1984 19ª giornata | Imperia | 1 – 0 | Derthona |  |

| 12 febbraio 1984 20ª giornata | Derthona | 0 – 1 | Asti TSC |  |

| 19 febbraio 1984 21ª giornata | Olbia | 1 – 1 | Derthona |  |

| 26 febbraio 1984 22ª giornata | Derthona | 1 – 1 | Massese |  |

| 4 marzo 1984 23ª giornata | Casale | 1 – 1 | Derthona |  |

| 11 marzo 1984 24ª giornata | Civitavecchia | 1 – 1 | Derthona |  |

| 18 marzo 1984 25ª giornata | Derthona | 0 – 0 | Pontedera |  |

| 1º aprile 1984 26ª giornata | Sant'Elena | – n.d. | Derthona |  |

| 8 aprile 1984 27ª giornata | Derthona | 0 – 1 | Vogherese |  |

| 15 aprile 1984 28ª giornata | Alessandria | 1 – 1 | Derthona |  |

| 29 aprile 1984 29ª giornata | Derthona | 1 – 1 | Cerretese |  |

| 6 maggio 1984 30ª giornata | Torres | 0 – 0 | Derthona |  |

| 13 maggio 1984 31ª giornata | Derthona | 0 – 0 | Savona |  |

| 20 maggio 1984 32ª giornata | Derthona | 1 – 0 | Carbonia |  |

| 27 maggio 1984 33ª giornata | Spezia | 2 – 2 | Derthona |  |

| 3 giugno 1984 34ª giornata | Derthona | 2 – 2 | Livorno |  |